# Liste der Biografien/Dani
Liste der Biografien |
Portal Biografien |
Personensuche
# |
A |
B |
C |
D |
E |
F |
G |
H |
I |
J |
K |
L |
M |
N |
O |
P |
Q |
R |
S |
T |
U |
V |
W |
X |
Y |
Z |
?
 
Da |
Db |
Dc |
Dd |
De |
Dg |
Dh |
Di |
Dj |
Dk |
Dl |
Dm |
Dn |
Do |
Dq |
Dr |
Ds |
Du |
Dv |
Dw |
Dy |
Dz
 
Daa |
Dab |
Dac |
Dad |
Dae |
Daf |
Dag |
Dah |
Dai |
Daj |
Dak |
Dal |
Dam |
Dan |
Dao |
Dap |
Daq |
Dar |
Das |
Dat |
Dau |
Dav |
Daw |
Dax |
Day |
Daz
 
Dana |
Danb |
Danc |
Dand |
Dane |
Danf |
Dang |
Danh |
Dani |
Danj |
Dank |
Danl |
Dann |
Dano |
Danq |
Danr |
Dans |
Dant |
Danu |
Danv |
Danw |
Dany |
Danz
Die Liste der Biografien führt alle Personen auf, die in der deutschsprachigen Wikipedia einen Artikel haben. Dieses ist eine Teilliste mit 463 Einträgen von Personen, deren Namen mit den Buchstaben „Dani“ beginnt.

## Dani
- Dani (1944–2022), französische Schauspielerin und Sängerin
- Đani (* 1973), serbischer Pop-Folk-Sänger
- Dani Lia, österreichische Sängerin
- Dānī, Abū ʿAmr ad- († 1053), andalusischer Koran- und Hadith-Gelehrter
- Dani, Carlo (1873–1944), italienischer Opernsänger (Tenor) und Radrennfahrer
- Dani, Elhaida (* 1993), albanische Sängerin
- Dáni, Nándor (1871–1949), ungarischer Leichtathlet
- Dani, Roberto (* 1969), italienischer Jazzschlagzeuger
- Dani, Tino (1899–1991), ungarischer Sänger und Schauspieler
- Dani, Zoltán (* 1956), Bäcker und Oberst der Streitkräfte SerbiensZoltán Dani (* 1956)

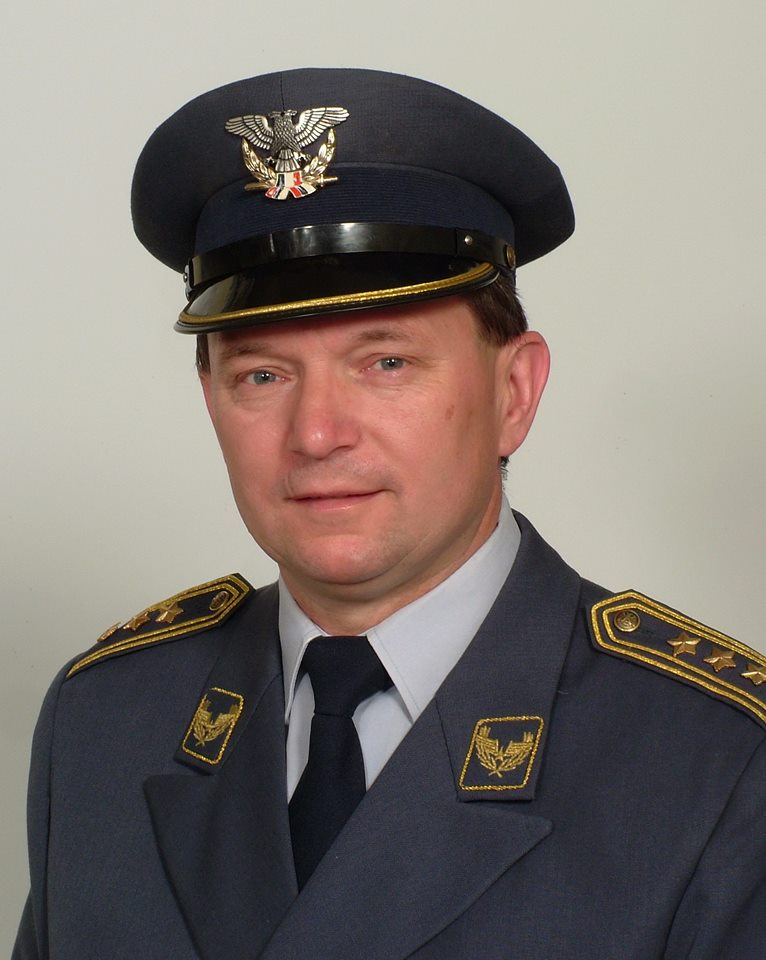
Zoltán Dani (* 1956)

### Danic
- Đanić, Giuliano (* 1973), kroatischer Sänger
- Dănică, Petre (1927–2001), rumänischer Politiker (PCR)
- Daničić, Đuro (1825–1882), serbischer Philologe
- Danicke, Bruno (* 1875), deutscher Politiker (DNVP, DVFB, NSFB)
- Danicke, Sabine (* 1954), deutsche Politikerin (parteilos)
- Danicke, Sandra (* 1968), deutsche Kunsthistorikerin und Kunstkritikerin

### Danie

#### Daniec
- Daniec, Jan (1968–2007), polnischer Fußballspieler

#### Daniel
- Daniel, Abt des Klosters Waldsassen
- Daniel, Person aus der Hebräischen Bibel, Protagonist des Buches Daniel
- Daniel († 1547), Metropolit von Moskau
- Daniel (1530–1577), Graf von Waldeck-Wildungen
- Daniel (* 1955), jugoslawischer Sänger
- Daníel Ágúst Haraldsson (* 1969), isländischer Musiker
- Daniel bar Maryam, spätantiker syrischer Kirchenhistoriker
- Daníel Hilmarsson (* 1964), isländischer Skirennläufer
- Daniel I. († 1167), Bischof von Prag, Berater des Königs Vladislaus II. und des Kaisers Barbarossa
- Daniel I. von Adelon, Herr von Adelon
- Daniel Krzeptowski, Józef (1921–2002), polnischer Skisportler
- Daniel Milík († 1214), Bischof von Prag
- Daniel Romanowitsch (1201–1264), Fürst der Kiewer RusDaniel Romanowitsch (1201–1264)

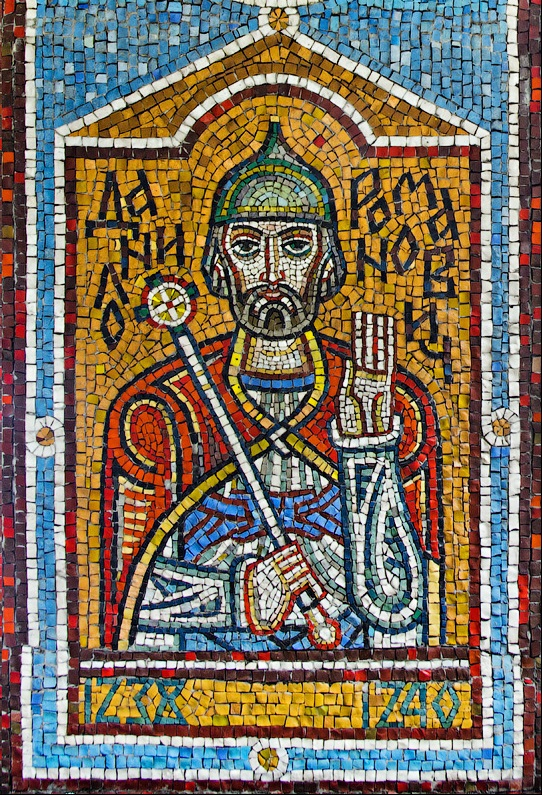
Daniel Romanowitsch (1201–1264)

- Daniel Stylites († 493), Säulensteher, Heiliger
- Daníel Þór Ingason (* 1995), isländischer Handballspieler
- Daniel von Cornwall, Bischof von Cornwall
- Daniel von Morley, englischer Naturphilosoph
- Daniel von Moskau (1261–1303), Fürst von Moskau, orthodoxer Heiliger
- Daniel von Mukede, Ritter und Domherr in Brandenburg an der Havel
- Daniel von Padua († 168), christlicher Märtyrer und Heiliger
- Daniel von Schweden (* 1973), schwedischer Geschäftsmann und Ehemann von Victoria von SchwedenDaniel von Schweden (* 1973)

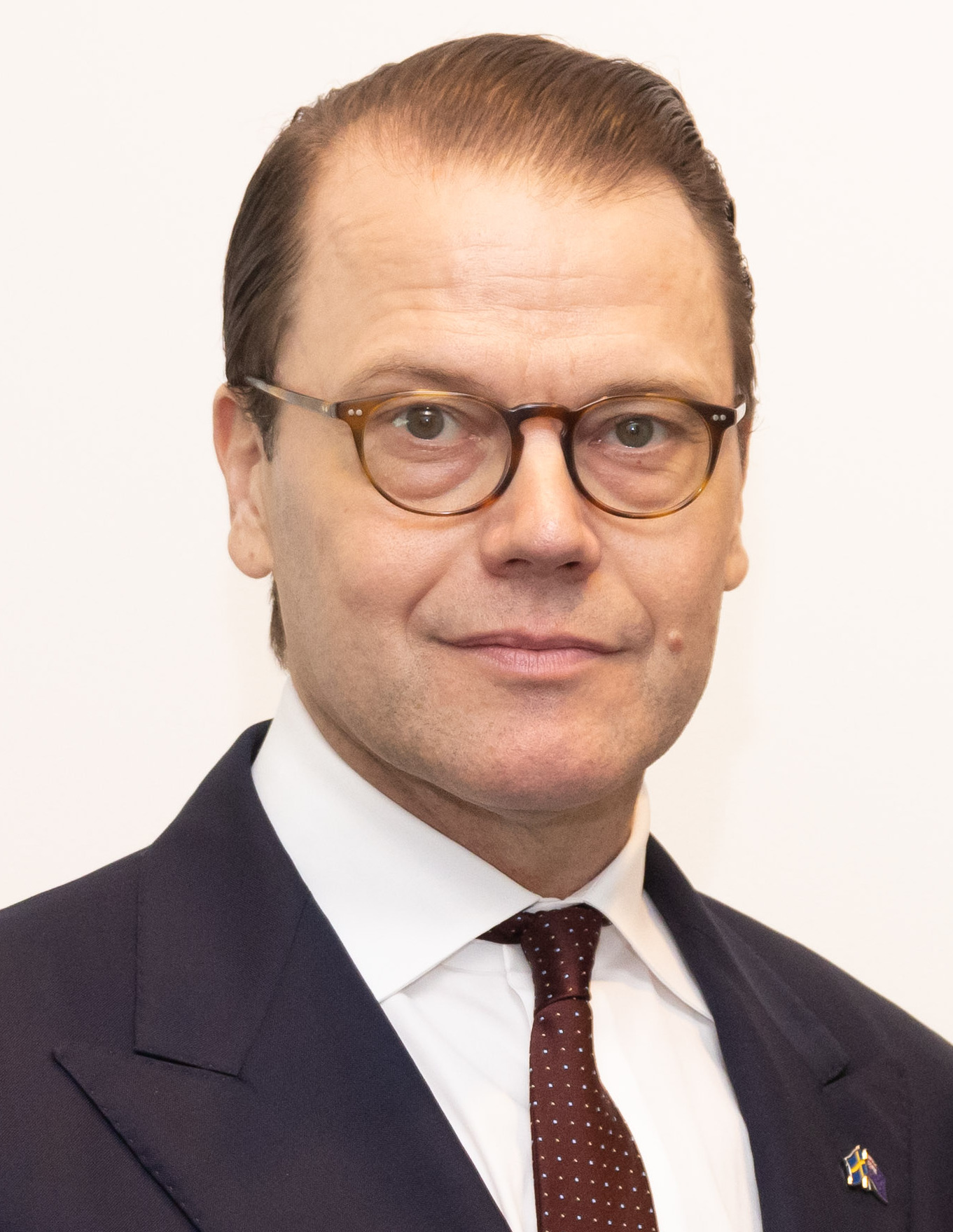
Daniel von Schweden (* 1973)

- Daniel von Tübingen, schwäbischer Baumeister
- Daniel von Wichtrich († 1364), deutscher Theologe, Bischof von Verden
- Daniel, Adolf von (1816–1893), württembergischer Oberamtmann und Politiker
- Daniel, Alfred (1886–1984), deutscher Jurist und christlicher Anarchist
- Daniel, Alvin (* 1968), Sprinter aus Trinidad und Tobago
- Daniel, Angelo (* 1933), italienischer Geistlicher, römisch-katholischer Bischof
- Daniel, Annie Sturges (1858–1944), US-amerikanische Ärztin und Reformerin
- Daniel, Antoine (1601–1648), französischer Jesuit und Missionar
- Daniel, Benjamin (* 1983), deutscher Journalist
- Daniel, Berta (1896–1981), deutsche Politikerin und Agentin (KPD)
- Daniel, Bill (1915–2006), US-amerikanischer Politiker
- Daniel, Brittany (* 1976), amerikanische SchauspielerinBrittany Daniel (* 1976)

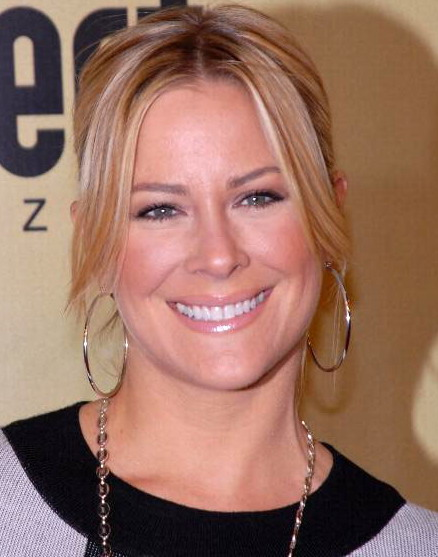
Brittany Daniel (* 1976)

- Daniel, Carolin (* 1977), deutsche Immunologin und Professorin
- Daniel, Charles E. (1895–1964), US-amerikanischer Geschäftsmann und Politiker (Demokratische Partei)
- Daniel, Chase (* 1986), US-amerikanischer American-Football-Spieler
- Daniel, Chuck, US-amerikanischer Schauspieler
- Daniel, Dan (1914–1988), US-amerikanischer Politiker
- Daniel, David E. (* 1949), US-amerikanischer Geotechniker
- Daniel, Debra (* 1991), mikronesische Schwimmerin
- Daniel, Dor (* 1982), israelischer Sänger, Songwriter und Komponist
- Daniel, Eleonore (* 1969), deutsche Schauspielerin
- Daniel, Elijah (* 1994), US-amerikanischer Komiker, Rapper, Plattenproduzent, Songwriter und Autor
- Daniel, Eliot (1908–1997), US-amerikanischer Liedtexter und Filmkomponist
- Daniel, Ellie (* 1950), US-amerikanische Schwimmerin
- Daniel, Elsa (1936–2017), argentinische Film- und Theaterschauspielerin
- Dániel, Ernő (1843–1923), ungarischer Politiker und Handelsminister
- Daniel, Fiona (* 1987), Schweizer Sängerin und Songwriterin
- Daniel, Floriane (* 1971), deutsche SchauspielerinFloriane Daniel (* 1971)

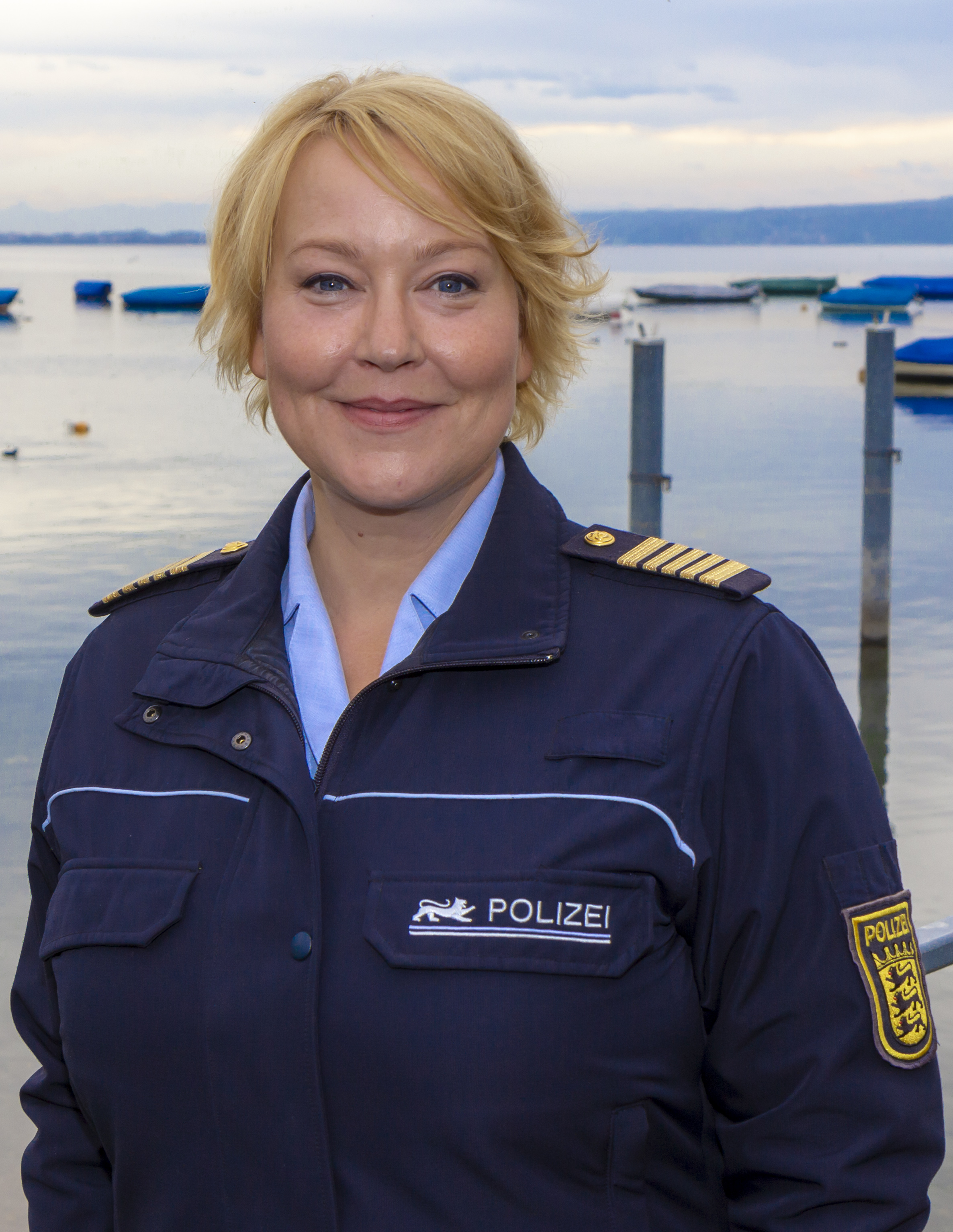
Floriane Daniel (* 1971)

- Daniel, František (1926–1996), tschechisch-US-amerikanischer Drehbuchautor, Filmproduzent, Filmregisseur, Dramaturg und Hochschullehrer
- Daniel, Franz (1895–1985), deutscher Insektenforscher und Kurator
- Daniel, Gabriel (1649–1728), französischer Jesuit und Historiker
- Daniel, Georg (1829–1913), deutscher Architekt und mecklenburgischer Baubeamter
- Daniel, George Francis (* 1933), südafrikanischer Geistlicher, Erzbischof von Pretoria
- Daniel, Glyn (1914–1986), britischer Archäologe
- Daniel, Gordon (1923–2009), britischer Tontechniker
- Daniel, Grace (* 1984), nigerianische Badmintonspielerin
- Daniel, Gregory (* 1994), US-amerikanischer Radfahrer
- Daniel, Hamish (* 1953), britischer Diplomat
- Daniel, Hannelore (* 1954), deutsche Ernährungswissenschaftlerin
- Daniel, Hans (1893–1973), deutscher Politiker
- Daniel, Hans (1922–2008), deutscher Schauspieler und Nachrichtensprecher
- Daniel, Henry (1786–1873), US-amerikanischer Politiker
- Daniel, Herbert (1926–2019), deutscher Experimentalphysiker
- Daniel, Herbert (1927–2014), deutscher Maler, Zeichner und Karikaturist
- Daniel, Hermann Adalbert (1812–1871), deutscher evangelischer Theologe und Geograf
- Daniel, Indileni, namibische Politikerin (SWAPO)
- Daniel, Jack (1846–1911), US-amerikanischer Unternehmer und Gründer der Brennerei Jack Daniel’s Tennessee WhiskeyJack Daniel (1846–1911)

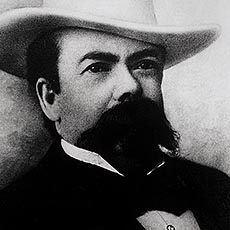
Jack Daniel (1846–1911)

- Daniel, Jaeda (* 1999), US-amerikanische Tennisspielerin
- Daniel, Jehan, französischer Organist und Komponist
- Daniel, Jennifer (1936–2017), britische Schauspielerin
- Daniel, Jennifer (* 1986), deutsche Comic-Künstlerin und Illustratorin
- Daniel, John Reeves Jones (1802–1868), US-amerikanischer Politiker
- Daniel, John W. (1842–1910), US-amerikanischer Politiker (Demokratischen Partei)
- Daniel, Jörg (* 1951), deutscher Fußballtrainer und Fußballtorhüter
- Daniel, Josiah (* 2000), deutsch-US-amerikanischer Fußballspieler
- Daniél, Juan (* 1986), spanisch-deutscher PopsängerJuan Daniél (* 1986)

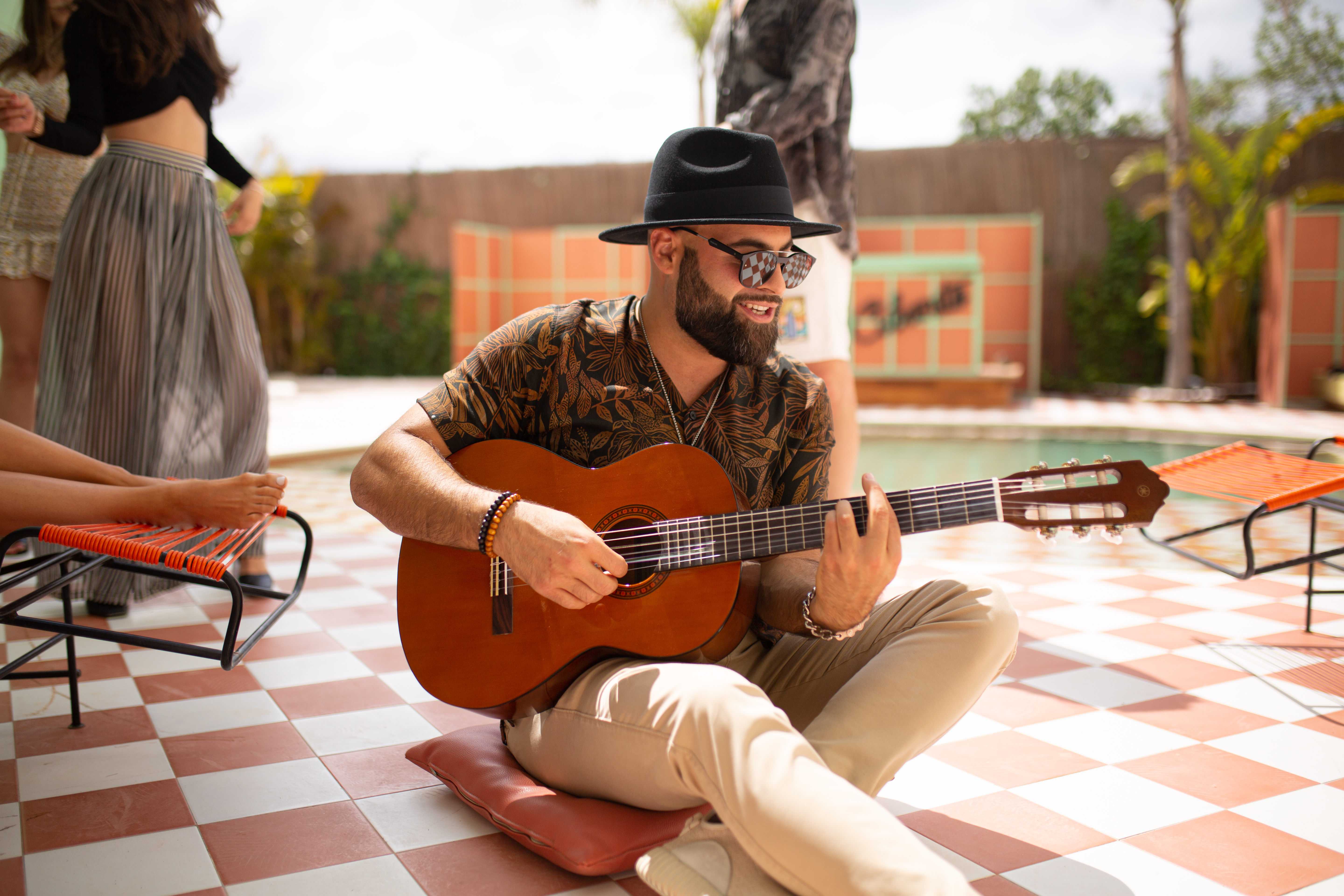
Juan Daniél (* 1986)

- Daniel, Juli Markowitsch (1925–1988), sowjetischer Schriftsteller und Übersetzer jüdischer Herkunft
- Daniel, Junius (1828–1864), General der Konföderierten Staaten von Amerika im Amerikanischen Bürgerkrieg
- Daniel, Kai (* 1979), deutscher Ingenieurwissenschaftler und Hochschullehrer
- Daniel, Karl (1905–1977), deutscher Unternehmer
- Daniel, Keon (* 1987), Fußballspieler aus Trinidad und Tobago
- Daniel, Kurt (1899–1984), deutscher Verwaltungsjurist
- Daniel, Lee (* 1962), US-amerikanischer Kameramann
- Daniel, Lourdes (* 1947), indischer Geistlicher, emeritierter römisch-katholischer Bischof von Nashik
- Daniel, Marcela (* 1943), panamaische Sprinterin
- Daniel, Marcos (* 1978), brasilianischer Tennisspieler
- Daniel, Marek (* 1971), tschechischer Schauspieler
- Daniel, Maxime (* 1991), französischer Radrennfahrer
- Daniel, Michael R. (* 1940), US-amerikanischer Politiker
- Daniel, Peter (* 1946), englischer Fußballspieler
- Daniel, Peter (* 1963), österreichischer Schriftsteller, Grafiker und Objektkünstler
- Daniel, Peter Vivian (1784–1860), US-amerikanischer Jurist und Politiker
- Daniel, Pierre (1530–1603), französischer Jurist, Philologe und Büchersammler
- Daniel, Price (1910–1988), US-amerikanischer Jurist und Politiker
- Daniel, Rahel (* 2001), eritreische Langstreckenläuferin
- Daniel, Ray (1928–1997), walisischer Fußballspieler und -trainer
- Daniel, Richard (1891–1942), deutscher Architekt und Politiker (KPD)
- Daniel, Richard (1900–1986), deutscher Offizier, zuletzt Generalmajor im Zweiten Weltkrieg
- Daniel, Robert (1936–2012), US-amerikanischer Politiker
- Daniel, Robert senior (1884–1940), US-amerikanischer Politiker und BankierRobert Daniel senior (1884–1940)

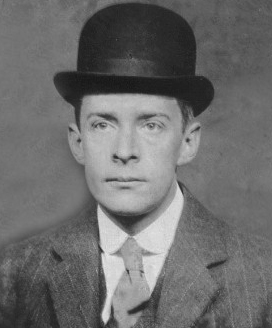
Robert Daniel senior (1884–1940)

- Daniel, Rod (1942–2016), US-amerikanischer Filmregisseur und Fernsehproduzent
- Daniel, Roger (1915–1999), französischer Schachspieler
- Daniel, Rolf (* 1963), deutscher Mikrobiologe
- Daniel, Samuel (1562–1619), englischer Schriftsteller
- Daniel, Sean (* 1951), US-amerikanischer Filmproduzent
- Daniel, Simeon (1934–2012), Premier von Nevis
- Daniel, Stephen H. (* 1950), US-amerikanischer Philosophiehistoriker
- Daniel, Sylvain (* 1979), französischer Pop- und Jazzmusiker
- Daniel, Sylvia (1950–2010), deutsche Zeitarbeits-Unternehmerin und Stifterin
- Daniel, Taro (* 1993), japanischer TennisspielerTaro Daniel (* 1993)

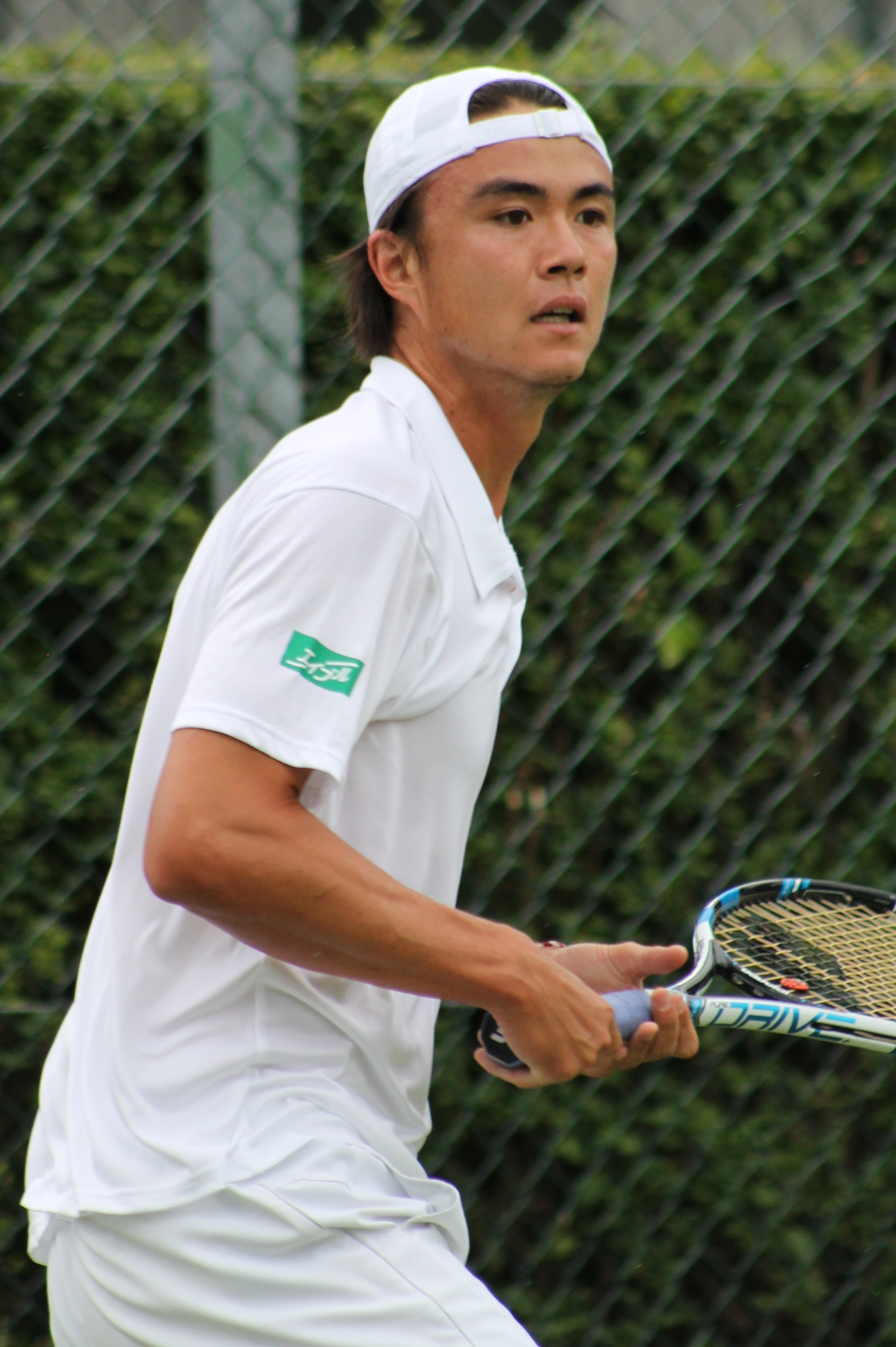
Taro Daniel (* 1993)

- Daniel, Ted (* 1943), US-amerikanischer Jazzmusiker
- Daniel, Thilo (* 1967), deutscher lutherischer Geistlicher
- Daniel, Thomas, englischer Ritter
- Daniel, Thomas (* 1949), deutscher Musiktheoretiker
- Daniel, Thorsten (* 1971), deutscher Fußballspieler
- Daniel, Trevor (* 1994), US-amerikanischer Pop- und R&B-Musiker
- Daniel, Trudik (1892–1976), deutsche Schauspielerin, Hörspielsprecherin und Operettensängerin (Mezzosopran)
- Daniel, Ute (* 1953), deutsche Historikerin
- Daniel, Werner G. (1947–2025), deutscher Humanmediziner mit dem Schwerpunkt Kardiologie
- Daniel, Wilhelm (1825–1881), deutscher Buchdrucker und Zeitungsverleger
- Daniel, Willmoth (* 1948), antiguanischer Politiker
- Daniel, Yuri (* 1966), brasilianischer Jazzmusiker (Bass, Komposition)
- Daniel, Zaccheus (1874–1964), US-amerikanischer Astronom
- Daniel-Hodge, Janice (* 1962), Geschäftsfrau in St. Kitts und Nevis
- Daniel-Lamazière, Guy (1877–1960), französischer Autorennfahrer
- Daniel-Lesur, Jean-Yves (1908–2002), französischer Organist und Komponist
- Daniel-Rops (1901–1965), französischer Kirchenhistoriker, Buchautor und Dichter
- Daniel-Selvaratnam, Dileeni, britische Juristin und Beamtin
- Daniel-Stroh, Els (1895–1990), deutsche Künstlerin

##### Daniela
- Daniela (* 1949), deutsche Schlagersängerin jugoslawischer Abstammung
- Daniela, Carmen (* 1951), österreichische PianistinCarmen Daniela (* 1951)

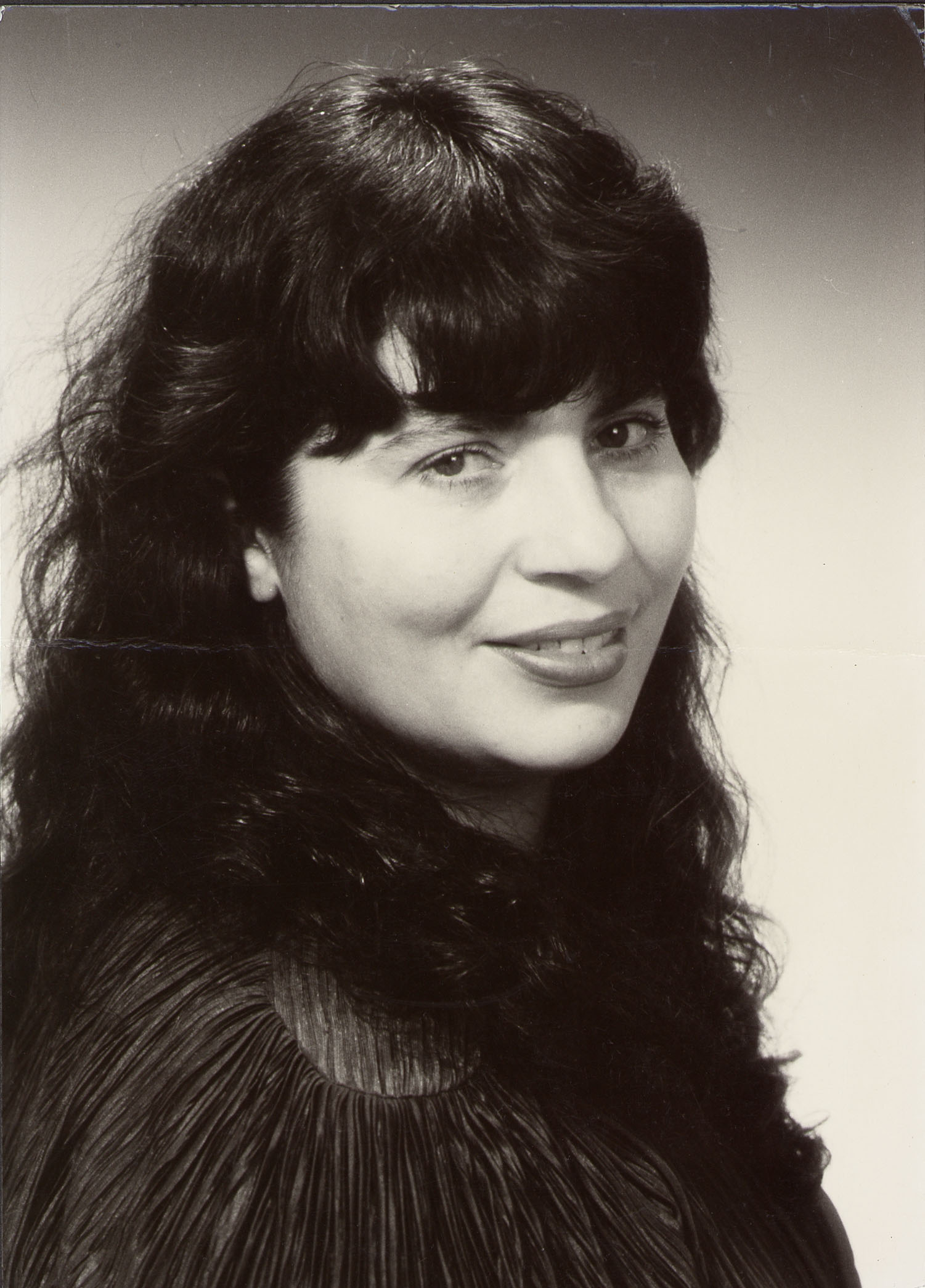
Carmen Daniela (* 1951)

##### Danielc
- Danielcik, Hans Peter (* 1903), deutscher Jurist, Autor und Funktionär
- Danielczyck, Alfred (1885–1962), deutscher Landwirt und Politiker (NSDAP), MdPl
- Danielczyk, Jörg (* 1952), deutscher Formgestalter von Porzellanskulpturen

##### Daniele
- Daniele da Volterra (1509–1566), italienischer Maler und Bildhauer
- Daniele, Franco, italienischer Drehbuchautor und Filmregisseur
- Daniele, Gaetano (* 1956), italienischer Filmproduzent
- Danielė, Morgana (* 1988), litauische Politikerin
- Daniele, Pino (1955–2015), italienischer MusikerPino Daniele (1955–2015)

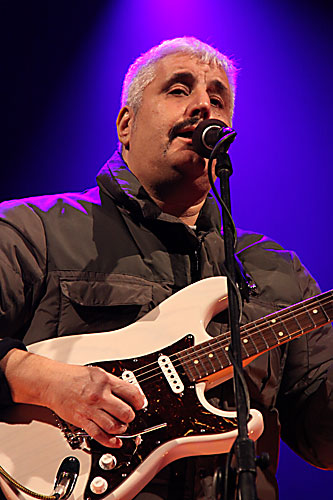
Pino Daniele (1955–2015)

- Danielewicz, Dorota (* 1964), Schriftstellerin, Journalistin, und Kulturmanagerin
- Danielewski, Angelika (* 1957), deutsche Alt- und Lateinamerikanistin, Schriftstellerin, Übersetzerin
- Danielewski, Mark Z. (* 1966), US-amerikanischer Schriftsteller
- Danielewski, Tad (1921–1993), US-amerikanischer Regisseur polnischer Abstammung

##### Danieli
- Danieli, Emma (1936–1998), italienische Schauspielerin
- Danieli, Enrico (* 1952), Schweizer Arzt und Schriftsteller
- Danieli, Mario (1879–1955), italienischer Autorennfahrer
- Danieli, Tino (1887–1959), italienischer Autorennfahrer
- Danielian, Rusanna (* 1983), armenische Filmregisseurin und Schriftstellerin
- Danielis, byzantinische Großgrundbesitzerin, Adlige und Fabrikantin
- Daniélis, Daniel († 1696), wallonischer Kapellmeister und Komponist aus dem Hochstift Lüttich
- Danielis, Friedrich (1944–2021), deutscher Maler

##### Danielj
- Danieljan, Anuschawan (* 1956), armenischer Politiker in der Republik Arzach
- Danieljan, Aschot (* 1974), armenischer Gewichtheber
- Danieljan, Elina (* 1978), armenische Schachspielerin
- Danieljan, Howhannes (* 1987), armenischer Boxer
- Danieljan, Karine (1947–2022), sowjetisch-armenische Biophysikerin, Ökologin, Politikerin und Hochschullehrerin

##### Daniell
- Daniell, David (1929–2016), britischer Anglist und Herausgeber
- Daniell, David (* 1989), britischer Bahnradsportler
- Daniell, Evangeline Mary (* 1880), britische Jugendstilkünstlerin
- Daniell, Gladys (1884–1962), britische Fechterin
- Daniell, Henry (1894–1963), britischer Schauspieler
- Daniell, John Frederic (1790–1845), britischer Chemiker
- Daniell, Leaf (1877–1913), britischer Degenfechter
- Daniell, Madeline (1832–1906), schottisch-britische Lehrerin, Frauenrechtlerin und Bildungsaktivistin
- Daniell, Marcus (* 1989), neuseeländischer Tennisspieler
- Daniell, Percy John (1889–1946), britischer Mathematiker
- Daniell, Robert (1646–1718), britischer Kolonialpolitiker, Gouverneur der Province of South Carolina sowie der Province of North Carolina
- Daniell, Samuel (1775–1811), britischer Maler
- Daniell, Thomas (1749–1840), englischer Maler und Radierer
- Daniell, Warren F. (1826–1913), US-amerikanischer Politiker
- Daniell, William (1769–1837), britischer Maler und Radierer
- Danielle Nicole (* 1983), US-amerikanische Bluesbassistin und -sängerin
- Danielle, Suzanne (* 1957), britische Schauspielerin
- Danielli, Giovanni (* 1954), Schweizer Geograph und Raumplaner
- D’Aniello, Antonio (* 1979), italienischer Radrennfahrer
- D’Aniello, Francesco (* 1969), italienischer Sportschütze
- d’Aniello, Giovanni (* 1955), italienischer Geistlicher, römisch-katholischer Erzbischof und Diplomat des Heiligen Stuhls

##### Danielm
- Danielmeier, Karsten (* 1967), deutscher Chemiker
- Danielmeyer, Hans G. (* 1936), deutscher Physiker

##### Danielo
- Daniélou, Alain (1907–1994), französischer Autor, Indologe und Musikwissenschaftler
- Daniélou, Jean (1905–1974), französischer Jesuit und Kardinal der römisch-katholischen Kirche
- Danielov, Gheorghe (1948–2017), rumänischer Kanute
- Danielowski, Jürgen (* 1945), deutscher Politiker (CDU), Oberbürgermeister der Stadt Göttingen
- Danielowski, Karl-Heinz (* 1940), deutscher Ruderer und Olympiasieger

##### Danielp
- Danielpour, Richard (* 1956), US-amerikanischer Komponist und Musikpädagoge

##### Daniels
- Daniels, Alexander von (1800–1868), preußischer Obertribunalrat, Kronsyndikus und Hochschullehrer
- Daniels, Alexander von (1891–1960), deutscher Generalleutnant im Zweiten Weltkrieg
- Daniels, Anthony (* 1946), britischer SchauspielerAnthony Daniels (* 1946)

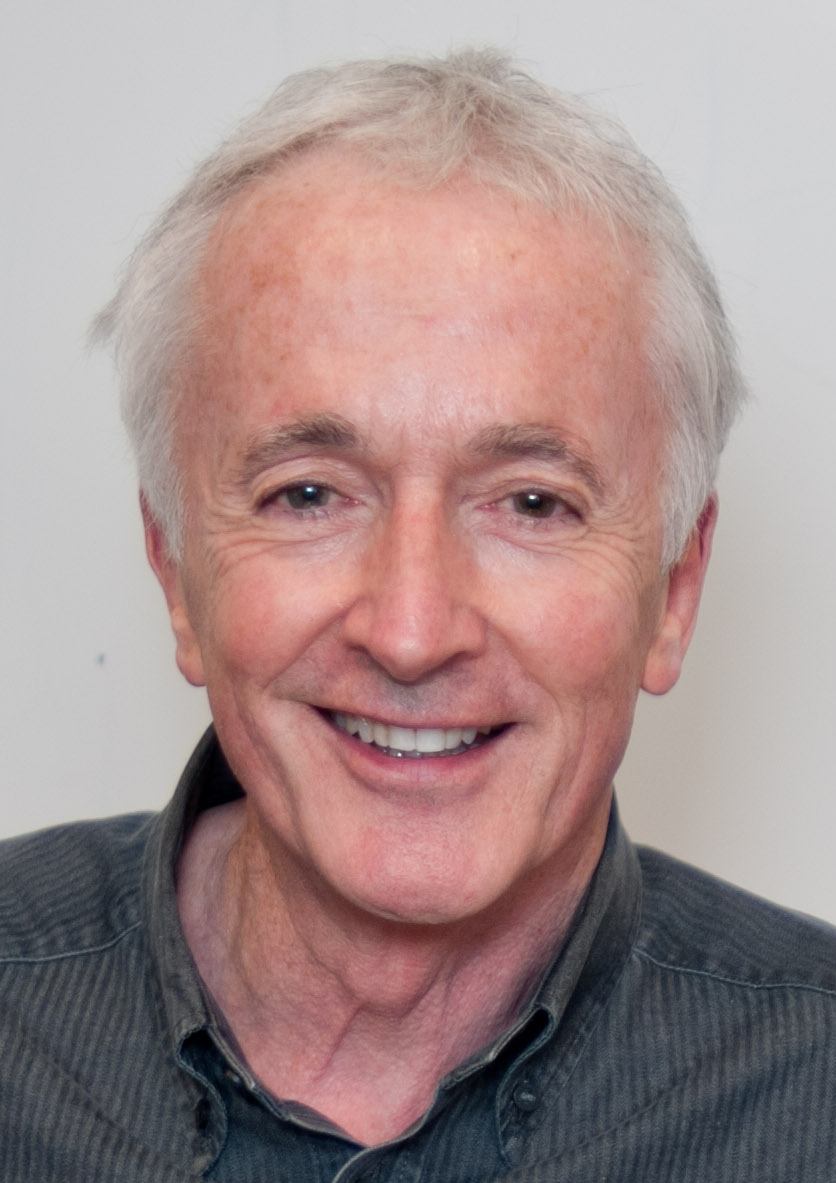
Anthony Daniels (* 1946)

- Daniels, Antonio (* 1975), US-amerikanischer Basketballspieler
- Daniels, Arlene Kaplan (1930–2012), US-amerikanische Soziologin und Hochschullehrerin
- Daniels, Art (1928–2021), US-amerikanischer Jazzmusiker (Saxophon)

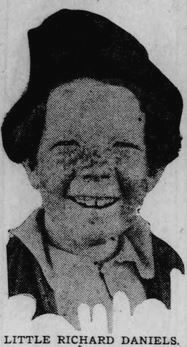
Mickey Daniels (1914–1970)

- Daniels, B. J. (* 1989), US-amerikanischer American-Football-Spieler
- Daniels, Bebe (1901–1971), US-amerikanische Schauspielerin
- Daniels, Ben (* 1964), britischer Film- und Theaterschauspieler
- Daniels, Carl (* 1970), US-amerikanischer Boxer
- Daniels, Carolin (* 1992), deutsche Tennisspielerin
- Daniels, Charles (1825–1897), US-amerikanischer Politiker
- Daniels, Charles (1885–1973), US-amerikanischer Schwimmer
- Daniels, Charlie (1936–2020), US-amerikanischer Country-Musiker
- Daniels, Charlie (* 1986), englischer Fußballspieler
- Daniels, Christopher (* 1971), US-amerikanischer Wrestler
- Daniels, Dani (* 1989), US-amerikanische PornodarstellerinDani Daniels (* 1989)

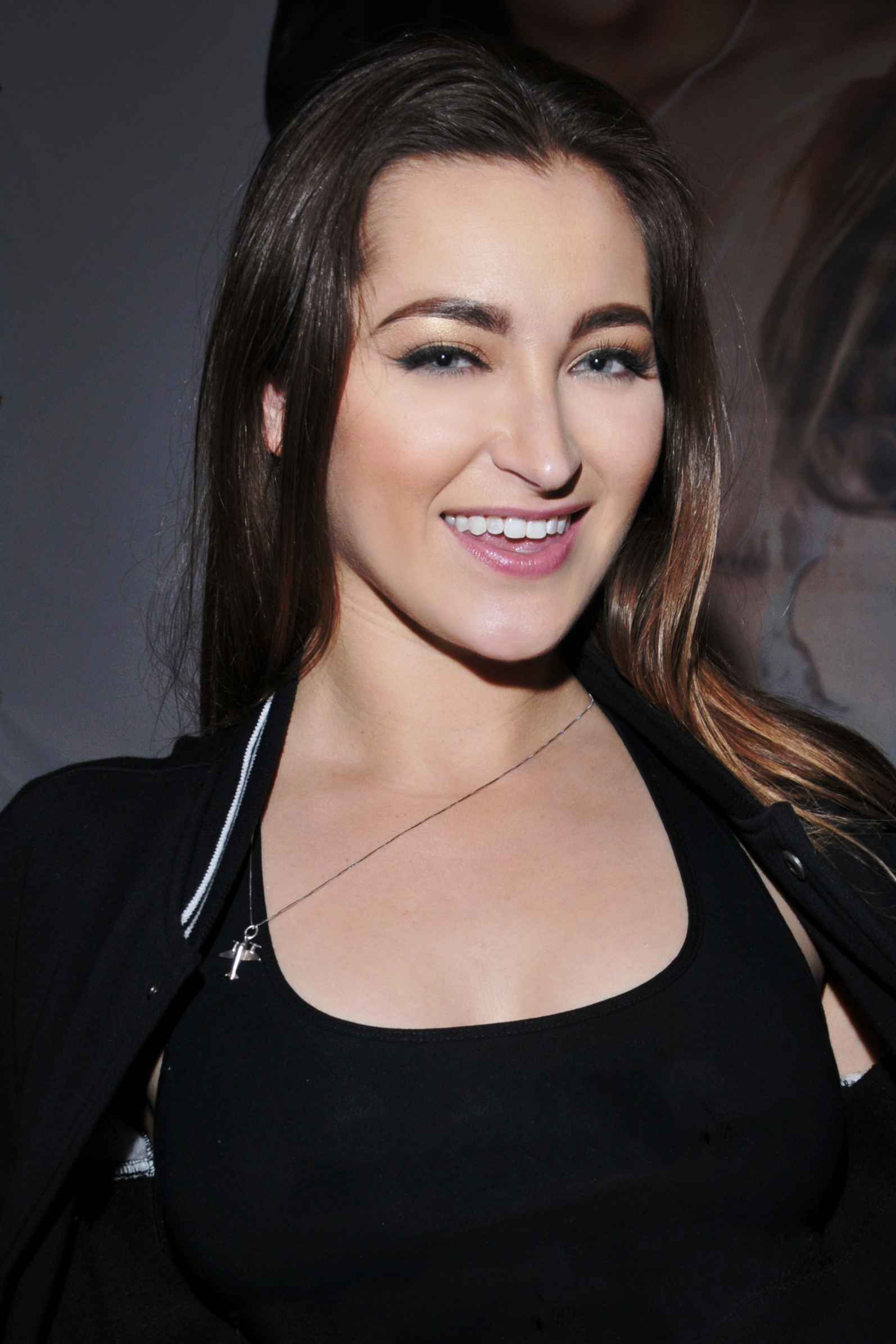
Dani Daniels (* 1989)

- Daniels, David (* 1966), US-amerikanischer Opernsänger (Countertenor)
- Daniels, Devin (* 1997), US-amerikanischer Jazzmusiker (Altsaxophon)
- Daniels, Dexter (* 1973), US-amerikanischer Footballspieler
- Daniels, Dominick V. (1908–1987), US-amerikanischer Politiker
- Daniels, Drew, US-amerikanischer Kameramann
- Daniels, Dyson (* 2003), australischer Basketballspieler
- Daniels, Eddie (* 1941), US-amerikanischer Jazzklarinettist
- Daniels, Emil (1863–1934), deutscher Historiker
- Daniels, Eric (* 1975), deutscher Eishockeyspieler
- Daniels, Erin (* 1973), US-amerikanische Schauspielerin
- Daniels, Farrington (1889–1972), US-amerikanischer Physiker und Chemiker
- Daniels, Gary (* 1963), US-amerikanischer Schauspieler, Filmproduzent
- Daniels, George (1926–2011), britischer Uhrmacher und Buchautor
- Daniels, George (1950–2005), ghanaischer Sprinter
- Daniels, Gipsy (1903–1967), walisischer Boxer
- Daniels, Greg (* 1963), US-amerikanischer Regisseur, Drehbuchautor, Darsteller, ProduzentGreg Daniels (* 1963)

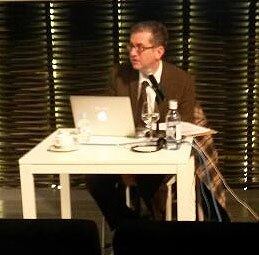
Greg Daniels (* 1963)

- Daniels, H. P. (* 1951), deutscher Schriftsteller, Musiker und Journalist
- Daniels, Hans (* 1934), deutscher Jurist und Politiker (CDU), MdL, MdB, Oberbürgermeister von Bonn (1975–1994)
- Daniels, Heinrich (1869–1938), deutscher Jurist und Ministerialbeamter
- Daniels, Heinrich Gottfried Wilhelm (1754–1827), deutscher Jurist
- Daniels, Heinz (1919–1971), deutscher Politiker (SPD), MdL
- Daniels, Herbert von (1895–1965), deutscher Sportfunktionär und SS-Führer
- Daniels, Isabelle (1937–2017), US-amerikanische Sprinterin
- Daniels, Jack (* 1933), US-amerikanischer Pentathlet, Sportphysiologe und Hochschullehrer
- Daniels, Jaelene (* 1993), US-amerikanische Fußballspielerin
- Daniels, Jayden (* 2000), US-amerikanischer American-Football-Spieler
- Daniels, Jeff (* 1955), US-amerikanischer SchauspielerJeff Daniels (* 1955)

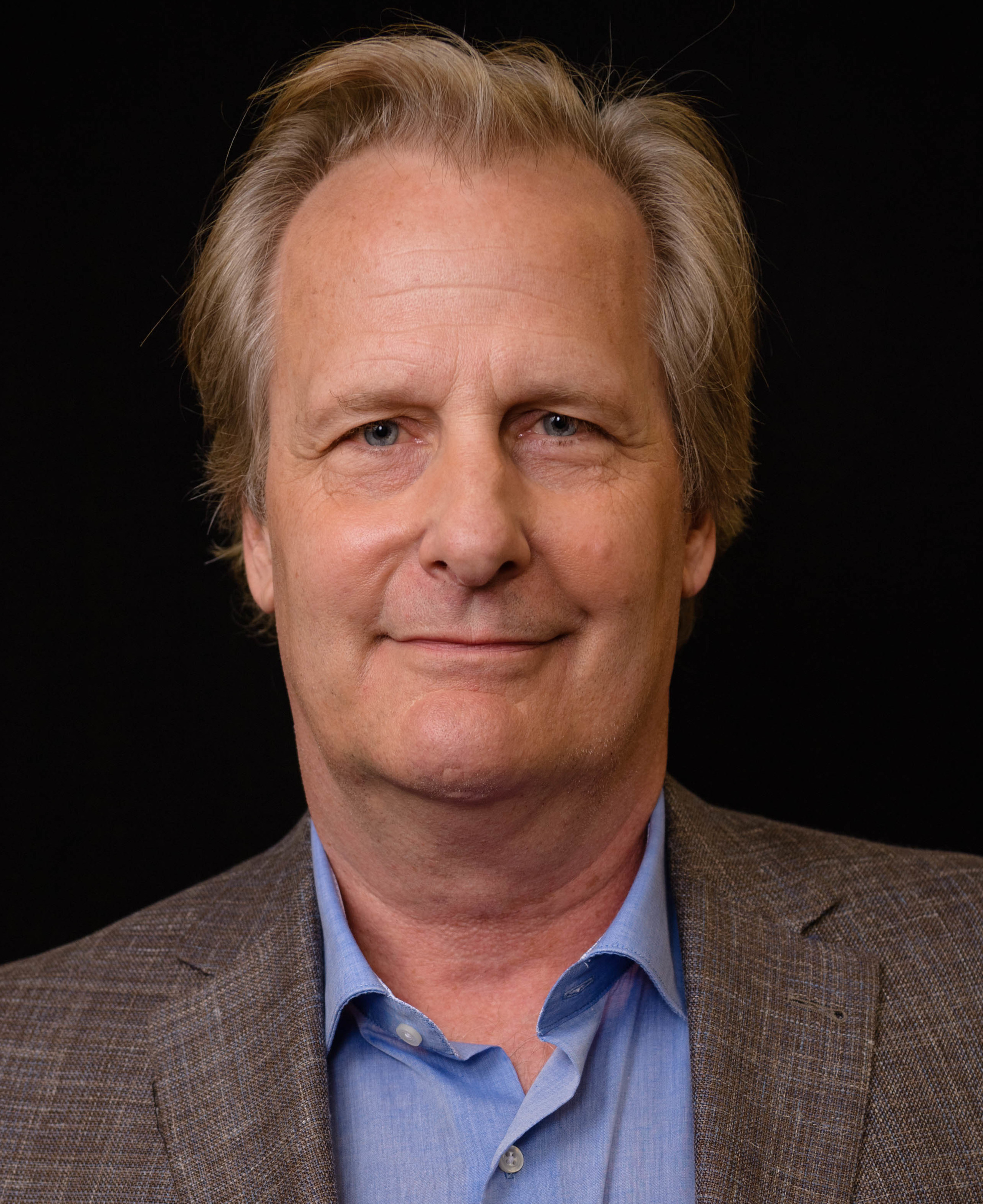
Jeff Daniels (* 1955)

- Daniels, Jeff (* 1968), kanadischer Eishockeyspieler und -trainer
- Daniels, Joe (1908–1993), britischer Jazz-Schlagzeuger und Bandleader
- Daniëls, Joop (1931–2001), niederländischer Fußballspieler
- Daniels, Josef (1910–1983), deutscher Mediziner und Ministerialbeamter
- Daniels, Josephus (1862–1948), US-amerikanischer Verleger und Politiker
- Daniels, Julius (1873–1919), deutscher Verwaltungsbeamter
- Daniels, Justus von (* 1978), deutscher Journalist
- Daniels, Kenshiro (* 1995), US-amerikanisch-philippinischer Fußballspieler
- Daniels, Kevin (* 1976), US-amerikanischer Schauspieler und Synchronsprecher
- Daniels, Laurent (* 1963), deutscher Schauspieler
- Daniels, Lee (* 1959), US-amerikanischer Film- und Fernsehproduzent, Film- und Fernsehregisseur, Drehbuchautor und Schauspieler
- Daniels, Lisa, US-amerikanische Agrarökonomin
- Daniels, Luke (* 1988), englischer Fußballtorhüter
- Daniels, Maggie, britische Schauspielerin
- Daniels, Maike (* 1985), deutsche Handballspielerin
- Daniels, Marc (1912–1989), amerikanischer Filmregisseur, Filmproduzent und Drehbuchautor
- Daniels, Marie (* 1986), deutsche Jazz- und Improvisationsmusikerin (Gesang, Komposition)
- Daniels, Marquis (* 1981), US-amerikanischer Basketballspieler
- Daniels, Mary-Lou (* 1961), US-amerikanische Tennisspielerin
- Daniëls, Mathieu Frans (1860–1918), niederländischer Mathematiker und Hochschullehrer
- Daniels, Maxine (1930–2003), britische Jazzsängerin
- Daniels, Mel (1944–2015), US-amerikanischer Basketballspieler
- Daniels, Mickey (1914–1970), US-amerikanischer SchauspielerMickey Daniels (1914–1970)
- Daniels, Mike (* 1989), US-amerikanischer American-Football-Spieler
- Daniels, Milton J. (1838–1914), US-amerikanischer Politiker
- Daniels, Mischa, niederländischer Disc Jockey (DJ)
- Daniels, Mitch (* 1949), US-amerikanischer Politiker
- Daniels, Moseline (* 1990), südafrikanische Cricketspielerin
- Daniels, Pat (* 1943), US-amerikanische Fünfkämpferin, Mittelstreckenläuferin und Weitspringerin
- Daniels, Paul (1938–2016), britischer Zauberkünstler, Moderator und Autor
- Daniels, Percy (1840–1916), US-amerikanischer Politiker
- Daniels, Peter T. (* 1951), US-amerikanischer Sprachwissenschaftler
- Daniels, Phil (* 1958), britischer Schauspieler
- Daniels, Quincey (* 1941), US-amerikanischer Boxer
- Daniels, Randy (* 1950), US-amerikanischer Politiker
- Daniëls, René (* 1950), niederländischer Maler
- Daniels, Robert (* 1968), US-amerikanischer Boxer und Weltmeister der WBA im Cruisergewicht
- Daniels, Robert Anthony (* 1957), kanadischer Geistlicher, Bischof von Grand Falls
- Daniels, Roland (1819–1855), deutscher Arzt, Mitglied im Bund der Kommunisten
- Daniels, Scott (* 1969), kanadischer Eishockeyspieler
- Daniels, Spencer (* 1992), US-amerikanischer Schauspieler
- Daniels, Stan (1934–2007), kanadischer Sitcom-Autor, Fernseh-Regisseur und -Produzent
- Daniels, Stormy (* 1979), US-amerikanische PornodarstellerinStormy Daniels (* 1979)

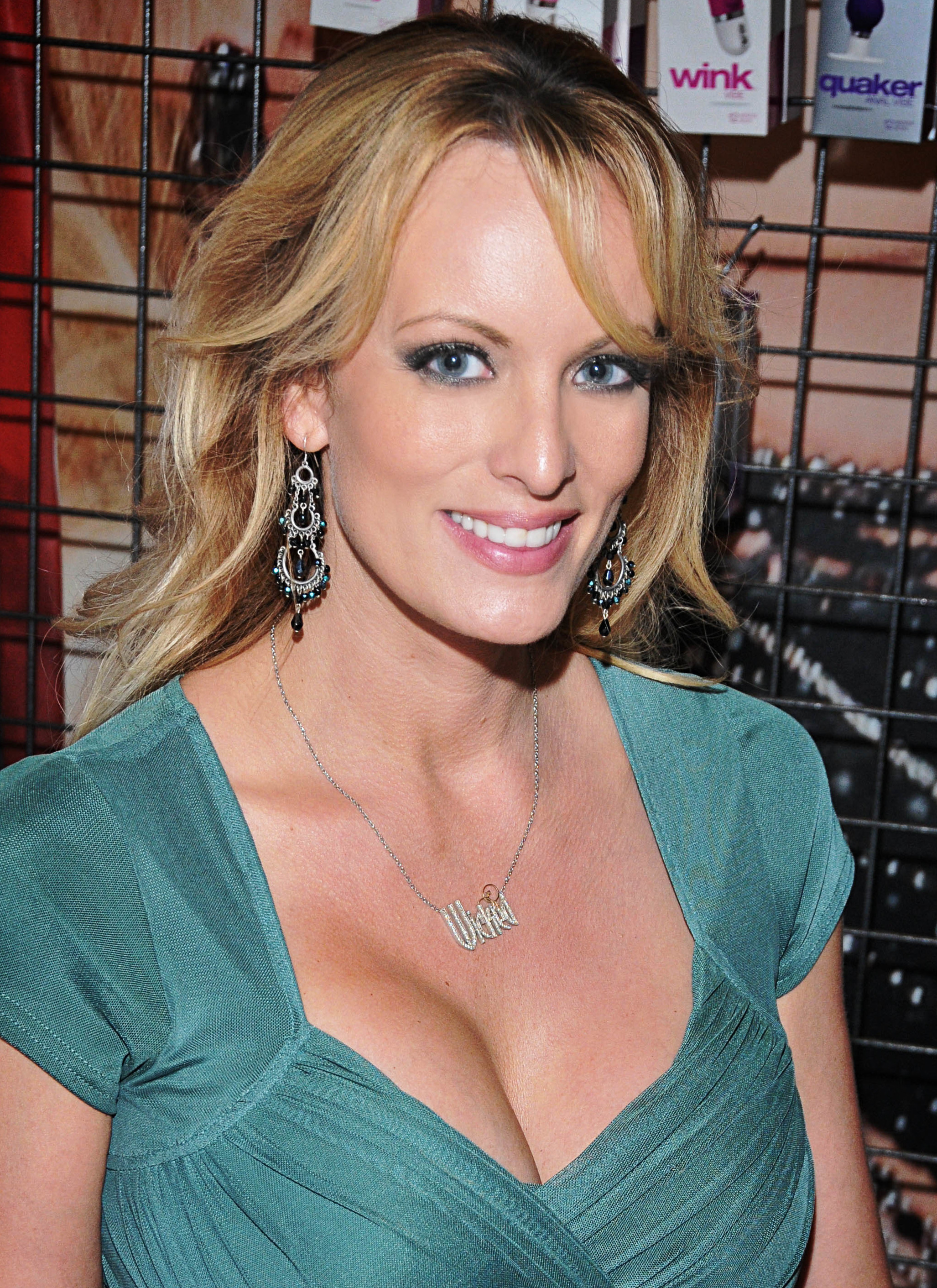
Stormy Daniels (* 1979)

- Daniels, Teahna (* 1997), US-amerikanische Sprinterin
- Daniels, Thurston (1859–1926), US-amerikanischer Politiker
- Daniels, Tobias (* 1981), deutscher Historiker
- Daniels, Wilhelm (1778–1845), deutscher Notar, Justizrat und Oberbürgermeister von Aachen
- Daniels, Wilhelm (1903–1977), deutscher Jurist und Kommunalpolitiker (CDU)
- Daniels, William (* 1927), US-amerikanischer SchauspielerWilliam Daniels (* 1927)

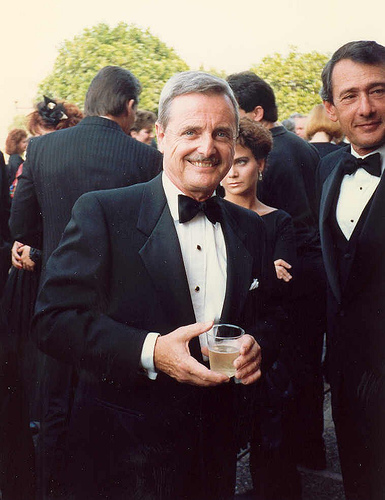
William Daniels (* 1927)

- Daniels, William H. (1901–1970), US-amerikanischer Kameramann
- Daniels, Wolfgang (* 1951), deutscher Physiker und Politiker (Die Grünen), MdB
- Daniëls, Yana (* 1992), belgische Fußballspielerin
- Danielsen Lie, Anders (* 1979), norwegischer Filmschauspieler, Musiker und Arzt
- Danielsen, Ansgar (* 1966), norwegischer Nordischer Kombinierer
- Danielsen, Atli (* 1983), färöischer Fußballspieler
- Danielsen, Dánjal Pauli (1913–1991), färöischer Rechtsanwalt, Journalist, Schriftsteller und Politiker
- Danielsen, Dánjal Pauli (1919–2010), färöischer Politiker (Fólkaflokkurin)
- Danielsen, Edvard Christian (1888–1964), norwegischer Admiral, Befehlshaber der norwegischen Marine
- Danielsen, Egil (1933–2019), norwegischer Leichtathlet
- Danielsen, Erasmus (1743–1809), deutscher Philologe und Pädagoge
- Danielsen, Flemming (* 1960), dänischer Basketballspieler und -trainer
- Danielsen, Henrik (* 1966), dänisch-isländischer Schachspieler und -trainer
- Danielsen, Jakob (1888–1938), grönländischer Maler
- Danielsen, Jan Werner (1976–2006), norwegischer Sänger
- Danielsen, Jens (* 1959), grönländischer Politiker (Siumut)
- Danielsen, Johan (1888–1953), Postmeister der Färöer und ein Politiker der Sambandsflokkurin
- Danielsen, John (* 1939), dänischer Fußballspieler
- Danielsen, Jonas (* 1948), grönländischer Politiker (Siumut)
- Danielsen, Karl Frederik (* 1971), grönländischer Politiker (Siumut) und Lehrer
- Danielsen, Max (* 1885), deutscher Journalist und LSBT-Aktivist
- Danielsen, Mikkjal (* 1960), färöischer Fußballspieler
- Danielsen, Niels Pauli (* 1938), färöischer Geistlicher und Politiker (Tjóðveldisflokkurin, Kristiligi Fólkaflokkurin)
- Danielsen, Oddrún (* 1991), färöische Fußballspielerin
- Danielsen, Steffan (1922–1976), färöischer Maler
- Danielsen, Svend-Erik (1944–2011), dänischer Bankmanager und Konsul
- Danielsen, Thomas (* 1983), dänischer Politiker (Venstre), Transportminister Dänemarks
- Danielsen, Victor (1894–1961), färöischer Missionar der Brüderbewegung und Bibelübersetzer
- Danielsmeier, Collin (* 1980), deutscher Eishockeyspieler
- Danielson, Bryan (* 1981), US-amerikanischer WrestlerBryan Danielson (* 1981)

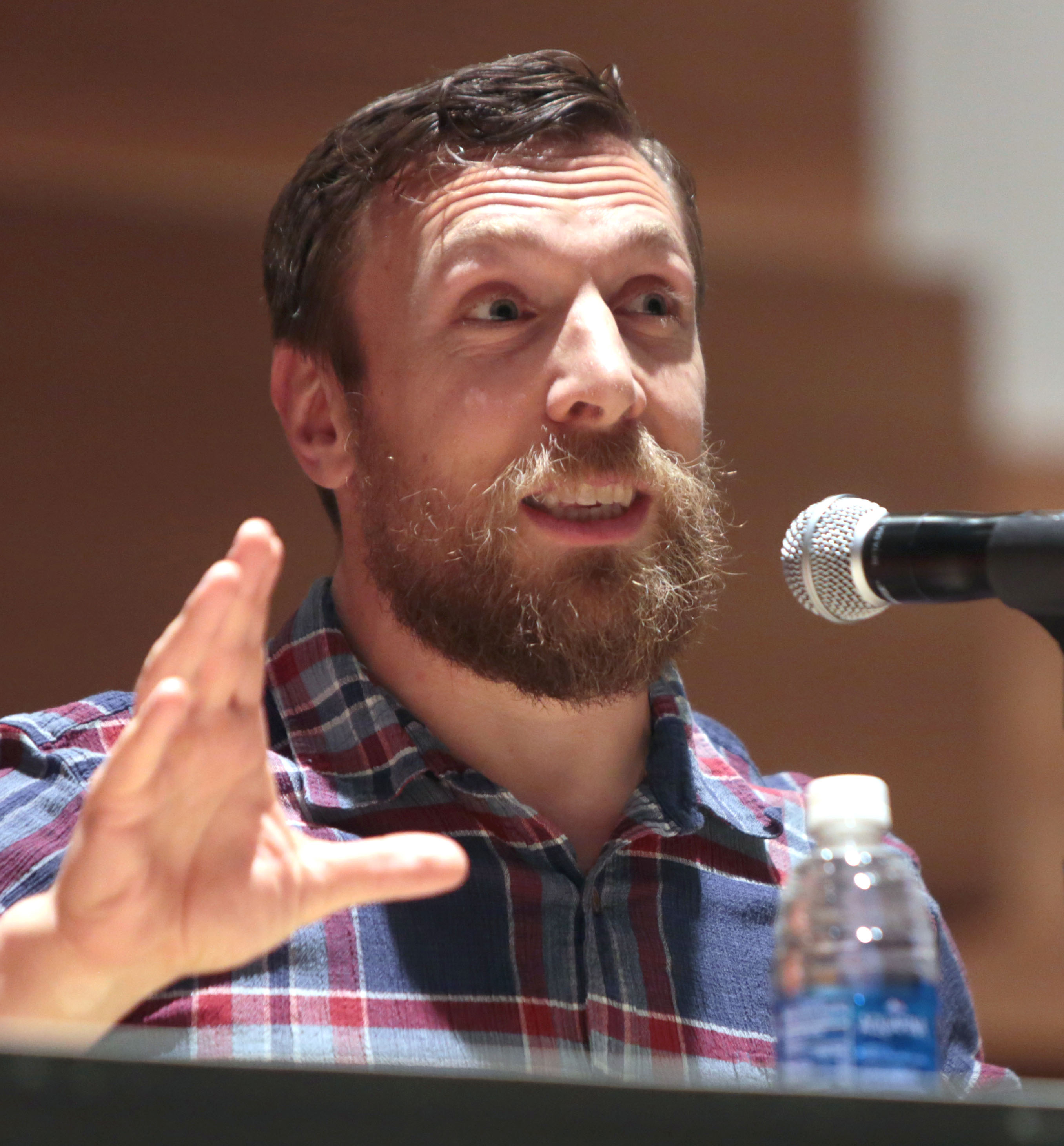
Bryan Danielson (* 1981)

- Danielson, Dennis Richard (* 1949), kanadischer Wissenschaftshistoriker
- Danielson, Ernst (1866–1907), schwedischer Ingenieur und Entwickler des Elektrosyncronmotors
- Danielson, George E. (1915–1998), US-amerikanischer Politiker
- Danielson, Isak (* 1997), schwedischer Sänger und Songwriter
- Danielson, Marcus (* 1989), schwedischer Fußballspieler
- Danielson, Richard, US-amerikanischer Schauspieler
- Danielson, Tom (* 1978), US-amerikanischer Radrennfahrer
- Danielson-Gambogi, Elin (1861–1919), finnische Malerin
- Danielssen, Daniel Cornelius (1815–1894), norwegischer Arzt, Zoologe und Abgeordneter des Storting
- Danielsson, Alx (* 1981), schwedischer Automobilrennfahrer
- Danielsson, Bengt (1921–1997), schwedischer Anthropologe, Direktor des schwedischen Nationalmuseums für Ethnologie
- Danielsson, Björn (* 1977), schwedischer Eishockeyspieler und -trainer
- Danielsson, Christian (* 1956), schwedischer EU-Beamter und Generaldirektor
- Danielsson, Clara Monti (* 1992), schwedische Handballspielerin
- Danielsson, Emil (* 1997), schwedischer Mittelstreckenläufer
- Danielsson, Emil (* 2001), schwedischer Skilangläufer
- Danielsson, Felicia (* 1993), schwedische Schauspielerin und Drehbuchautorin
- Danielsson, Filip (* 1996), schwedischer Skilangläufer
- Danielsson, Gustav (* 1975), schwedischer Kameramann und Autorenfilmer
- Danielsson, Inge (1941–2021), schwedischer Fußballspieler
- Danielsson, Jenny (* 1994), finnische Fußballspielerin
- Danielsson, Kerstin Signe (* 1983), schwedische Schriftstellerin
- Danielsson, Kikki (* 1952), schwedische Dansband-, Pop- und Country-Sängerin
- Danielsson, Lars (* 1958), schwedischer JazzbassistLars Danielsson (* 1958)

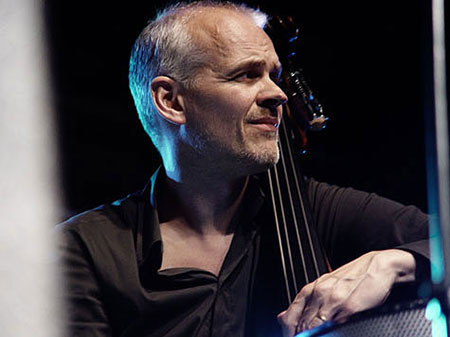
Lars Danielsson (* 1958)

- Danielsson, Maria (* 1981), schwedische Snowboarderin
- Danielsson, Marie-Thérèse (1923–2003), französische Aktivistin, Ethnologin und Autorin
- Danielsson, Nicklas (* 1984), schwedischer Eishockeyspieler
- Danielsson, Olof (1912–1999), schwedischer Sprinter
- Danielsson, Olof August (1852–1933), schwedischer Altphilologe, Epigraphiker und Etruskologe
- Danielsson, Palle (1946–2024), schwedischer Jazzmusiker
- Danielsson, Stig (* 1920), schwedischer Sprinter
- Danielsson, Sven-Erik (* 1960), schwedischer Skilangläufer
- Danielsson, Tage (1928–1985), schwedischer Regisseur und FilmproduzentTage Danielsson (1928–1985)

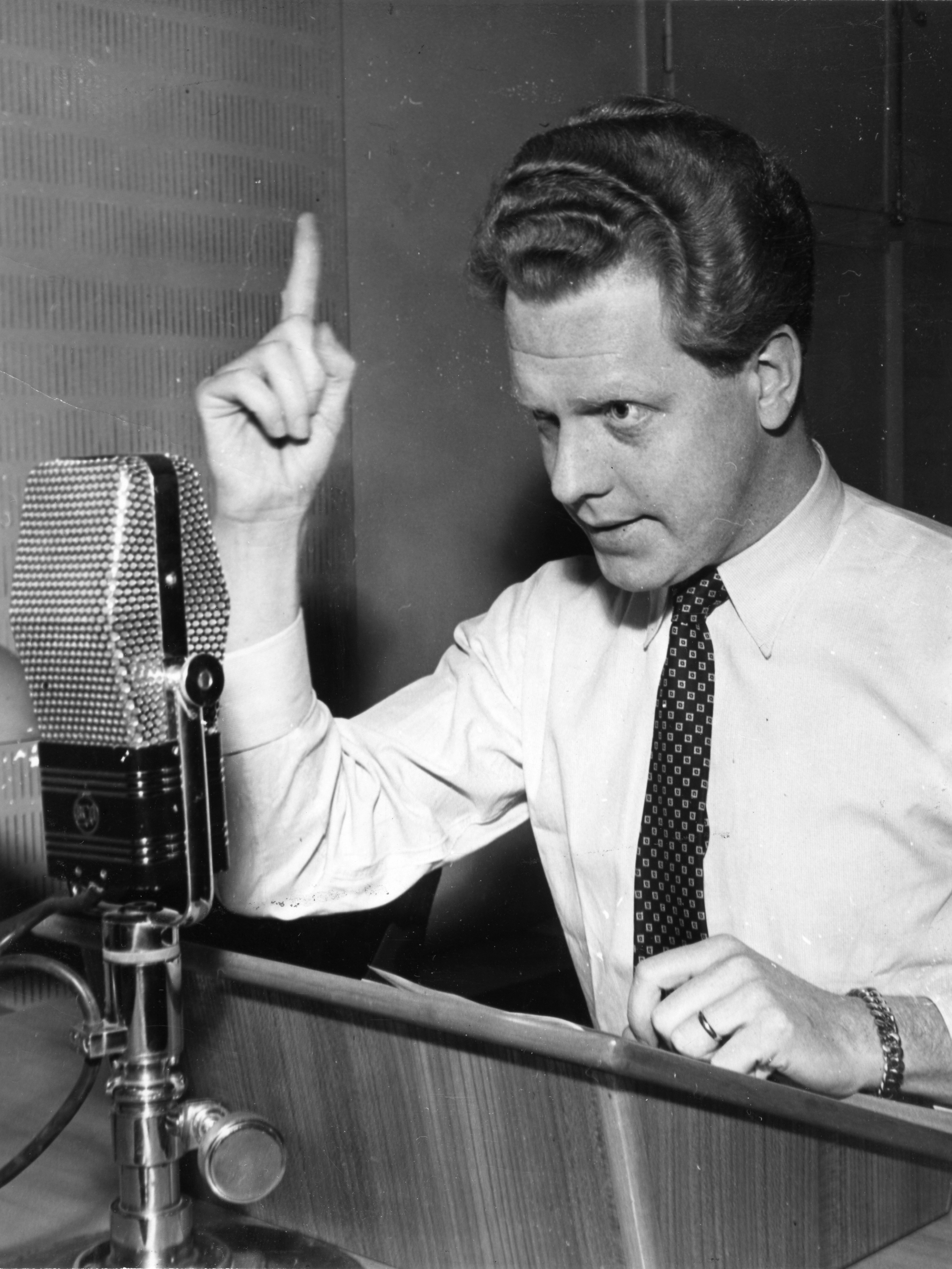
Tage Danielsson (1928–1985)

- Danielsson, Thomas (* 1964), schwedischer Autorennfahrer
- Danielsson, Tommy (* 1959), schwedischer, australischer und luxemburgischer Tischtennisspieler
- Danielsson, Tommy (* 1980), schwedischer Snowboarder
- Danielsz., Andries, flämischer Blumenmaler

##### Danielu
- Danieluk, Mateusz (* 1986), polnischer Eishockeyspieler

### Danig
- Danigel, Gerd (* 1959), deutscher Fotograf
- Daniger, Fritz (1910–1972), deutscher Schauspieler, Rundfunkredakteur, Hörspiel- und Synchronsprecher

### Danih
- Danihelková, Nikola (* 1994), tschechische Fußballspielerin

### Danii
- Daniil (* 1972), bulgarischer Geistlicher, Patriarch der Bulgarisch-Orthodoxen Kirche
- Daniilidou, Eleni (* 1982), griechische Tennisspielerin
- Daniilowitsch, Juri I. (1281–1325), russischer Fürst von Moskau (1303–1325)

### Danij
- Danijeljan, Samwel Wladimirowitsch (* 1971), sowjetischer bzw. russischer Ringer

### Danik
- Däniken, Erich von (* 1935), Schweizer BuchautorErich von Däniken (* 1935)

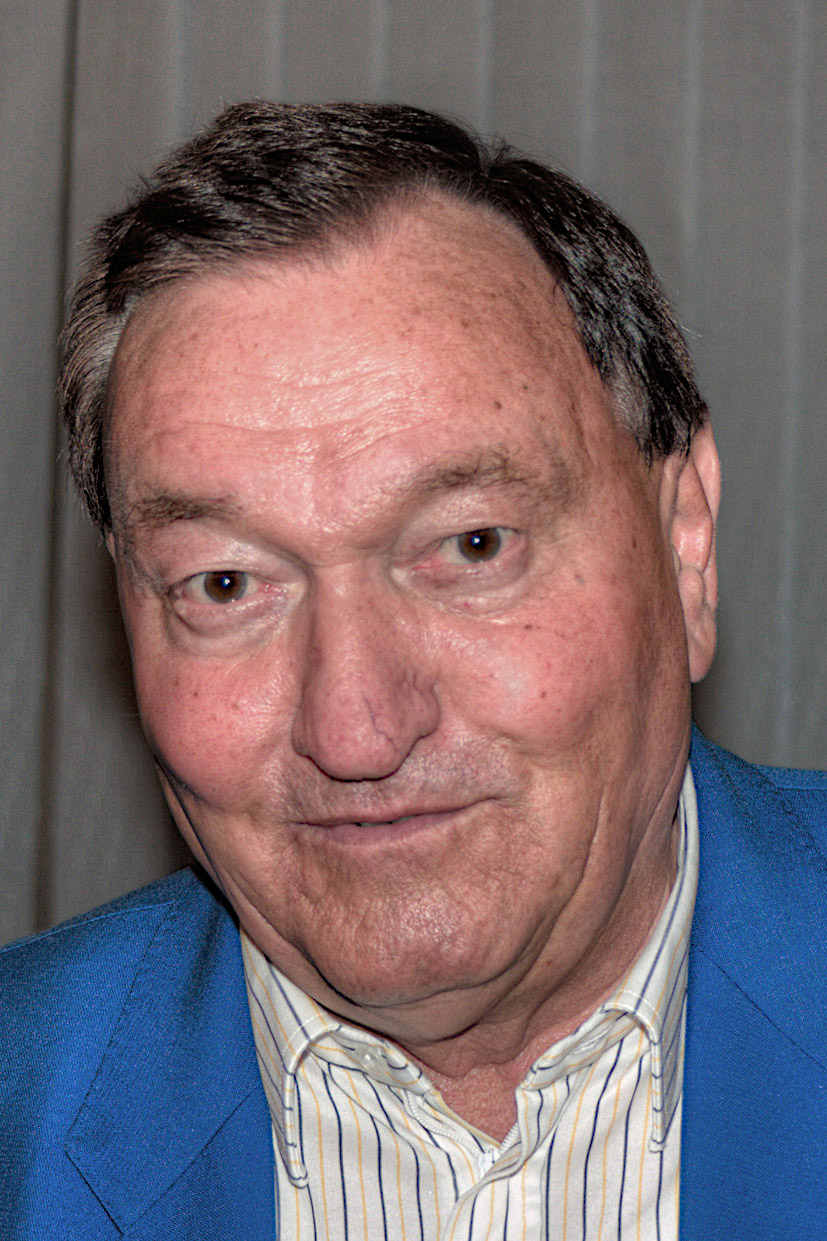
Erich von Däniken (* 1935)

- Däniken, Franz von (* 1949), Schweizer Jurist und Diplomat
- Däniker, Gustav (1896–1947), Schweizer Generalstabsoffizier
- Däniker, Gustav (1928–2000), Schweizer Militärpublizist

### Danil
- Dănilă, Corina (* 1972), rumänische Fernsehschauspielerin und Synchronsprecherin
- Dănilă, Dan (* 1954), rumänischer Dichter, Maler und Übersetzer
- Dănilă, Marian Marcel (* 1991), rumänischer Biathlet
- Dănilă, Mihai (1952–2014), rumänischer Fußballspieler und -trainer
- Dănilă, Ștefan (* 1965), rumänischer General
- Danilatos, Gerasimos, griechischer Physiker und Erfinder
- Danilatschkin, Juryj (* 1991), belarussischer Skirennläufer
- Danilavičius, Vigantas (* 1963), litauischer Politiker
- Danild, Fritz (1893–1951), dänischer Langstreckenläufer
- DaniLeigh (* 1994), US-amerikanische Sängerin und Tänzerin/Choreographin
- Danilenko, Sergei Alexandrowitsch (* 1984), russischer Biathlet
- Danilevičius, Tomas (* 1978), litauischer Fußballspieler
- Danilewicz, Leonard, polnischer Ingenieur und Funkamateur
- Danilewicz, Ludomir (1904–1971), polnischer Ingenieur und Funkamateur
- Danilewski, Alexander Jakowlewitsch (1838–1923), russischer Biochemiker, Physiologe und Pharmakologe
- Danilewski, Grigori Petrowitsch (1829–1890), russisch-ukrainischer Schriftsteller, Publizist, Übersetzer, Historiker, Ethnograph und hochrangiger Beamter
- Danilewski, Jakow Iwanowitsch (1789–1855), russischer General der Kavallerie
- Danilewski, Nikolai Jakowlewitsch (1822–1885), russischer Naturwissenschaftler, politischer Schriftsteller und Programmatiker des Panslawismus
- Danilewski, Wiktor Wassiljewitsch (1898–1960), russisch-sowjetischer Technikhistoriker und Hochschullehrer
- Danilin, Alexander Borissowitsch (1961–2019), sowjetischer Eisschnellläufer
- Danilin, Nikolai Michailowitsch (1878–1945), russisch-sowjetischer Chorleiter und Hochschullehrer
- Danilin, Sergei Alexejewitsch (1901–1978), sowjetischer Navigator
- Danilin, Sergei Wladimirowitsch (1960–2021), sowjetischer Rennrodler
- Danilina, Anna (* 1995), kasachische TennisspielerinAnna Danilina (* 1995)

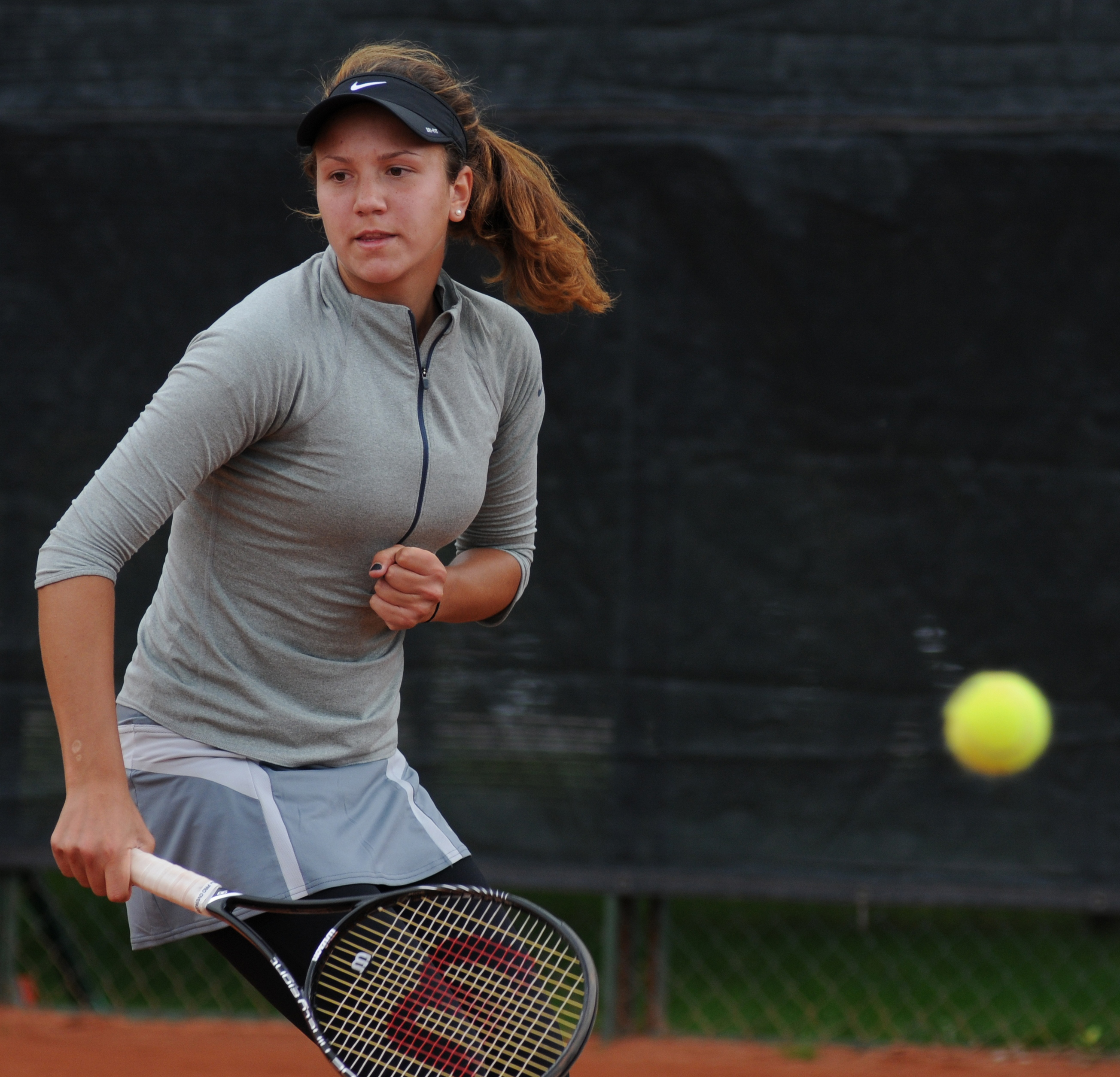
Anna Danilina (* 1995)

- Danilischin, Alexander Pawlowitsch (* 1989), russischer Eishockeytorwart
- Daniliuc, Daniel-Edward (* 1999), österreichischer Fußballspieler
- Daniliuc, Flavius (* 2001), österreichischer Fußballspieler
- Danilkin, Jegor Romanowitsch (* 1995), russischer Fußballspieler
- Danilo (* 1986), brasilianischer Fußballspieler
- Danilo (* 1991), brasilianischer Fußballspieler
- Danilo (* 1996), brasilianischer Fußballspieler
- Danilo (* 1999), brasilianischer Fußballspieler
- Danilo (* 2001), brasilianischer Fußballspieler
- Danilo II. Petrović-Njegoš (1826–1860), Fürstbischof und erster weltlicher Fürst Montenegros
- Danilo von Montenegro (1871–1939), Mitglied aus dem Haus Petrović-Njegoš und König von Montenegro
- Daniloski, Antonio (1990–2010), deutscher E-SportlerAntonio Daniloski (1990–2010)

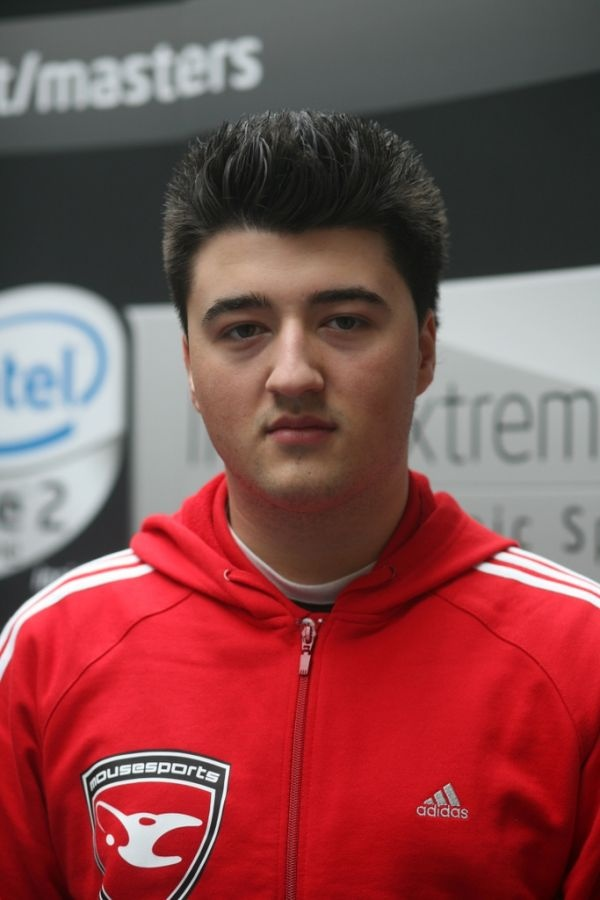
Antonio Daniloski (1990–2010)

- Danilović, Milica (* 1975), serbische und deutsche Handballspielerin
- Danilović, Olga (* 2001), serbische Tennisspielerin
- Danilović, Predrag (* 1970), jugoslawischer Basketballspieler
- Danilow, Juri Nikiforowitsch (1866–1937), russischer General
- Danilow, Kirscha, russischer wandernder Spielmann, Sammler von Bylinen und Volkslyrik
- Danilow, Oleksij (* 1962), ukrainischer Politiker
- Danilow, Sawrijan Alexejewitsch (* 2000), russischer Tennisspieler
- Danilow, Wladimir Iwanowitsch (* 1943), russischer Mathematiker
- Danilow-Daniljan, Wiktor Iwanowitsch (* 1938), russischer Wissenschaftler, Umweltminister der Russischen Föderation (1991–1996)
- Danilowa, Alexandra Dionissijewna (1903–1997), russisch-US-amerikanische Balletttänzerin und Choreografin
- Danilowa, Jelena Alexandrowna (* 1991), russische Triathletin
- Danilowa, Jelena Jurjewna (* 1987), russische Fußballspielerin
- Danilowa, Olga Walerjewna (* 1970), russische Skilangläuferin
- Danilowa, Pelageja Alexandrowna (1918–2001), russische Kunstturnerin
- Danilowa, Tamara Petrowna (* 1939), sowjetische Diskuswerferin
- Danilowatz, Josef (1877–1945), österreichischer Maler
- Danilson-Järg, Lea (* 1977), estnische Journalistin und Politikerin
- Daniltschenko, Serhij (* 1974), ukrainischer Boxer
- Daniltschenko, Swetlana Fjodorowna (1938–2008), sowjetische Schauspielerin
- Daniluk, Iwona (* 1973), polnische Biathletin
- Daniluk, Jan (* 1984), polnischer Historiker

### Danim
- Danimann, Franz (1919–2013), österreichischer Widerstandskämpfer, KZ-Häftling, Jurist und Autor

### Danin
- Danin, Will (1942–2025), deutscher Schauspieler
- Dañino Zapata, Roberto (* 1951), peruanischer Politiker, Jurist und Diplomat
- Danino, Michel (* 1956), französischer Autor über Indien
- Daninos, Adrian (1887–1976), griechisch-ägyptischer Agraringenieur
- Daninos, Jean (1906–2001), französischer Unternehmer und Autokonstrukteur
- Daninos, Pierre (1913–2005), französischer Journalist und Schriftsteller
- Daninthe, Sarah (* 1980), französische Degenfechterin

### Danio
- Danio, Didier (* 1962), französischer Fußballspieler
- Danioth, Adelrich (1828–1899), schweizerischer Politiker und Hotelier
- Danioth, Aline (* 1998), Schweizer SkirennläuferinAline Danioth (* 1998)

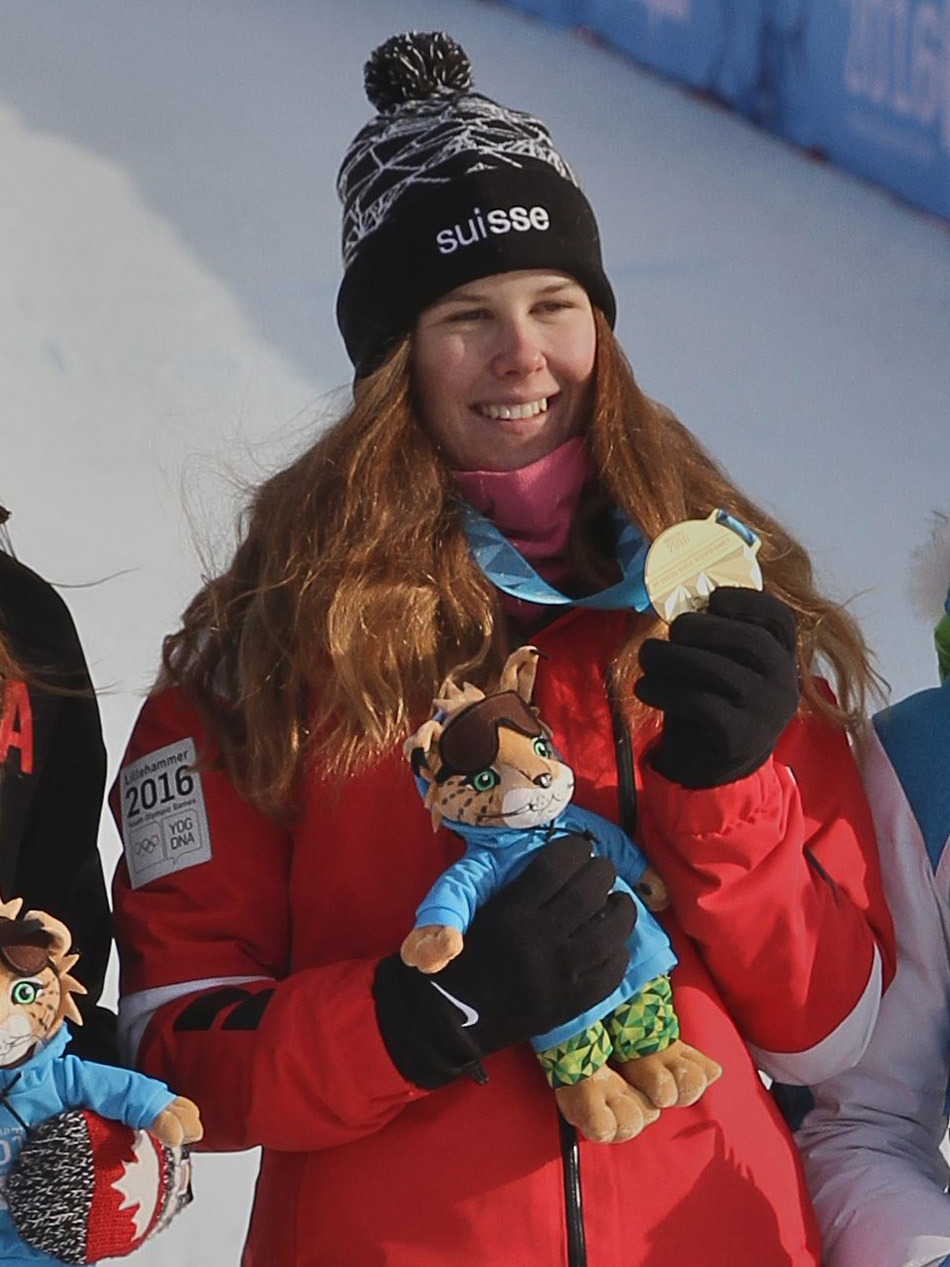
Aline Danioth (* 1998)

- Danioth, Hans (1931–2020), Schweizer Politiker (CVP)
- Danioth, Heinrich (1896–1953), Schweizer Maler
- Danioth, Ludwig (1902–1996), Schweizer Politiker (KVP)

### Danis
- Danis, Johanna J. (1922–2014), klinische Psychologin
- Danis, Marcel (* 1943), kanadischer Politiker, Unterhausmitglied, Bundesminister
- Danis, Robert (1880–1962), belgischer Chirurg
- Danis, Yann (* 1981), kanadischer Eishockeytorwart
- Danisch, Michael (* 1952), deutscher Theaterschauspieler
- Danischewski, Iwan Michailowitsch (1897–1979), russisch-sowjetischer Tschekist und Luftfahrtingenieur
- Danischewski, Karl Juli (1884–1938), sowjetischer Politiker
- Danischmend Ghazi († 1104), Gründer der Danischmendendynastie
- Danishefsky, Samuel (* 1936), US-amerikanischer Chemiker
- Danışman, Rıfkı (1924–2018), türkischer Politiker, Abgeordneter und Minister
- Danışmaz, Mert (* 1995), türkischer Fußballtorhüter
- Danışmaz, Tuğba (* 1999), türkische Weit- und Dreispringerin
- Daniszewski, Tadeusz (1904–1969), polnischer Politiker, Historiker

### Danit
- Danitsa (* 1994), Schweizer Sängerin, Produzentin und Songwriterin

### Daniu
- Danius, Sara (1962–2019), schwedische Literaturwissenschaftlerin
- Danius, Stasys (* 1940), litauischer Mediziner, Professor, Kommunalpolitiker von Kaišiadorys

### Daniy
- Daniyal Mirza (1572–1605), dritter Sohn Akbars